# 앨릭스 메라즈
앨릭스 메라즈(Alex Meraz, 1985년 2월 10일 ~ )는 미국의 배우이다.

## 출연 작품

### 영화
- 뉴 월드 (2005)
- 뉴문 (2009)
  - 이클립스 (2010)
  - 브레이킹 던 part 1 (2011)
  - 브레이킹 던 part 2 (2012)
- 룸메이트 (2011)
- 겟 썸 2 (2011)
- 마인 게임 (2012)
- 본 토마호크 (2015)
- The Bronx Bull (2017)
- 수어사이드 스쿼드 (2016)
- 브라이트 (2017)

### 텔레비전
- Up Close with Carrie Keagan (2009) - 본인